# 앤서니 헤이스
앤서니 헤이스(Anthony Hayes, 1977년 9월 21일 ~ )는 오스트레일리아의 각본가, 배우, 영화 제작자, 영화 감독이다.
브리즈번에서 태어났다.

## 출연 작품

### 영화
- 라스트 블릿 (1995, The Last Bullet)
- 더 보이즈 (1998, The Boys)
- 탭탭탭 (2000, Bootmen)
- 토끼 울타리 (2002)
- Alice (2003) - 단편
- BlackJack: Sweet Science (2004)
- 서버번 레이디 (2006, Suburban Mayhem) - 케니 역
- 더 스퀘어 (2008, The Square)
- Prime Mover (2009)
- 애니멀 킹덤 (2010) - 저스틴 노리스 형사 역
- 비니스 힐 60 (2010) - 윌리엄 맥브라이드 대위 역
- 버닝 맨 (2011, Burning Man) - 브라이언 역
- The King Is Dead! (2012)
- Dumpy Goes to the Big Smoke (2012) - 포틀리 역 (단편)
- 더 로버 (2014)
- The Broken Shore (2014)
- 파도가 지나간 자리 (2016) - 버넌 역
- 카고 (2017)
- 워 머신 (2017) - 피트 덕먼 역
- 더 골드 (2022, Gold) - 연출, 제작, 각본 겸임
- 베러맨 (2024, Better Man) - 크리스 역

### 텔레비전
- 올 세인츠 (1998-99)
- 파스케이프 (2000-02)
- 그리고 파티는 끝났다 (2011)
- Devil's Dust (2012)